# Lijst van vliegvelden in Europa
Dit is een lijst van vliegvelden in Europa. De vliegvelden in deze lijst zijn vliegvelden in Europa, er is een algemene lijst van luchthavens.
De luchthavens in Nederland worden gevolgd door de vierletterige ICAO-code, de plaats en de drieletterige IATA-luchthavencode, die uit het Verenigd Koninkrijk nog door de IATA-luchthavencode.

## A

### Albanië
- Tirana

## B

### België
Internationaal
- Antwerpen
- Brussels Airport
- Brussels South Charleroi Airport
- Kortrijk-Wevelgem
- Luik
- Oostende-Brugge

Regionale vliegvelden
- Grimbergen
- Hoevenen
- Keiheuvel
- Kiewit
- Namen
- Oostmalle
- Saint-Hubert
- Spa-La Sauvenière
- Ursel
- Verviers-Theux
- Weelde
- Zwartberg, Genk

### Bosnië en Herzegovina
- Sarajevo
- Tuzla

### Bulgarije
- Boergas
- Plovdiv
- Sofia
- Varna

## D

### Denemarken
- Aalborg
- Billund
- Esbjerg
- Kopenhagen Kastrup
- Roskilde, Kopenhagen
- Vágar, Faeröer

### Duitsland
- Berlin Brandenburg
- Berlin-Schönefeld (gesloten in 2020)
- Berlin-Tegel (gesloten in 2020)
- Berlin-Tempelhof (gesloten in 2008)
- Bremen
- Dortmund
- Dresden
- Düsseldorf
- Frankfurt am Main
- Frankfurt-Hahn
- Friedrichshafen
- Hamburg
- Hannover-Langenhagen
- Helgoland-Düne
- Keulen-Bonn
- Leipzig/Halle
- Lübeck
- München Franz Josef Strauß
- Münster/Osnabrück
- Neurenberg
- Saarbrücken
- Stuttgart
- Sylt
- Weeze
- Zweibrücken

## E

### Estland
- Tallinn Lennart Meri
- Tartu

## F

### Finland
- Helsinki-Vantaa
- Lappeenranta

### Frankrijk
- Bergerac Dordogne Périgord
- Biarritz-Pays basque
- Bordeaux-Mérignac
- Brest Bretagne
- Brive-Vallée de la Dordogne
- Caen-Carpiquet
- Grenoble-Isère
- Le Havre Octeville
- Lille-Lesquin
- Limoges
- Lyon-Saint-Exupéry
- Marseille Provence
- Montpellier Méditerranée
- Nantes Atlantique
- Nice Côte d'Azur
- Paris-Beauvais-Tillé
- Paris-Le Bourget
- Paris-Charles de Gaulle
- Paris-Orly
- Pau Pyrénées
- Poitiers-Biard
- Rennes St. Jacques
- Straatsburg
- Sud de France Perpignan
- Toulouse-Blagnac
- Toulon-Hyères

## G

### Griekenland
- Aktion, Preveza
- Araxos, Patras
- Athene
- Chania, Kreta
- Chios
- Iraklion, Kreta
- Kavala
- Kefalonia
- Korfoe Ioannis Kapodistrias
- Kos
- Mikonos
- Mytilini
- Rhodos
- Samos
- Santorini
- Skiathos
- Thessaloniki
- Zakynthos

## H

### Hongarije
- Boedapest
- Debrecen
- Hévíz-Balaton

## I

### Ierland
- Dublin
- Cork
- Shannon
- Donegal
- Galway
- Kerry
- Knock (Ireland West Airport)

### IJsland
- Keflavíkurflugvöllur
- Reykjavíkurflugvöllur
- Akureyrarflugvöllur
- Egilsstaðaflugvöllur
- Ísafjarðarflugvöllur

### Italië
- d'Abruzzo, Pescara
- Alghero, Sardinië
- Ancona Falconara
- Bari-Karol Wojtyla
- Bergamo-Orio al Serio
- Cagliari
- Florence
- Genua
- Guglielmo Marconi di Bologna, Bologna
- Lamezia Terme
- Lampedusa
- Milaan Linate
- Milaan-Malpensa
- Napels
- Palermo, Sicilië
- Pantelleria
- Pisa Galileo Galilei
- Rimini - San Marino Federico Fellini
- Rome Ciampino
- Rome Fiumicino
- del Salento, Brindisi
- Turijn
- Venetië-Treviso
- Venetië Marco Polo

## K

### Kosovo
- Pristina

### Kroatië
- Luchthaven Brač (LDSB)
- Dubrovnik Airport (LDDU)
- Luchthaven Pula (LDPL)
- Luchthaven Rijeka (LDRI)
- Osijek Airport (LDOS)
- Split Airport (LDSP)
- Zadar Airport (LDZD)
- Luchthaven Franjo Tuđman Zagreb (LDZA)

## L

### Letland
- Riga

### Litouwen
- Kaunas
- Palanga
- Vilnius

### Luxemburg
- Luxemburg

## M

### Malta
- Malta

### Moldavië
- Chișinău

### Montenegro
- Podgorica
- Tivat

## N

### Nederland
- Ameland Airport Ballum EHAL, Ameland
- Vliegveld De Kooy EHKD, Den Helder DHR
- Vliegbasis Deelen EHDL, Arnhem
- Vliegveld Drachten EHDR, Drachten
- Vliegbasis Eindhoven EHEH, Eindhoven EIN
- Twente Airport EHTW, Enschede ENS
- Vliegbasis Gilze-Rijen EHGR, Gilze en Rijen GLZ
- Groningen Airport Eelde EHGG, Eelde/Groningen GRQ
- Vliegveld Haamstede, Burgh-Haamstede
- Vliegveld Hilversum EHHV, Hilversum
- Vliegveld Hoogeveen EHHO, Hoogeveen
- Kempen Airport EHBD, Budel/Weert
- Vliegbasis Leeuwarden EHLW, Leeuwarden LWR
- Lelystad Airport EHLE, Lelystad LEY
- Maastricht Aachen Airport EHBK, Beek/Maastricht/Aken MST
- Vliegveld Midden-Zeeland EHMZ, Middelburg
- Vliegveld Oostwold EHOW, Winschoten
- Rotterdam The Hague Airport EHRD, Rotterdam RTM (voorheen vliegveld Zestienhoven)
- Luchthaven Schiphol EHAM, Haarlemmermeer/Amsterdam AMS
- Breda International Airport EHSE, Bosschenhoofd/Hoeven
- Vliegveld Stadskanaal, Stadskanaal EHST
- Vliegveld Terlet, Terlet (alleen zweefvliegen)
- Teuge International Airport EHTE, Teuge/Deventer
- Texel International Airport EHTX, Texel
- Vliegkamp Valkenburg EHVB, Katwijk/Wassenaar LID (alleen zweef- en modelvliegen; voorheen militaire basis)
- TrafficPort Venlo, Venlo
- Vliegbasis Volkel EHVK, Volkel
- Vliegbasis Woensdrecht EHWO, Woensdrecht WOE

Gesloten en voormalige vliegvelden
- Luitenant-generaal Bestkazerne (Vliegbasis De Peel), Venray
- Keent, Oss
- Noordoostpolder EHNP, Emmeloord
- Ockenburg, Den Haag
- Venlo-Herongen, Venlo
- Waalhaven, Rotterdam
- Ypenburg, Rijswijk
- Soesterberg, Soesterberg

### Noord-Macedonië
- Skopje Alexander de Grote

### Noorwegen
- Alta
- Andøya Andenes
- Bardufoss
- Bergen Flesland
- Berlevåg
- Bodø
- Brønnøysund
- Båtsfjord
- Florø
- Førde Bringeland
- Hammerfest
- Harstad/Narvik Evenes, Evenes
- Hasvik
- Haugesund Karmøy
- Honningsvåg Valan
- Kirkenes Høybuktmoen
- Kristiansand Kjevik
- Kristiansund Kvernberget
- Lakselv Banak
- Leknes
- Mehamn
- Mo i Rana Rossvoll
- Molde Årø
- Mosjøen Kjærstad
- Namsos
- Oslo Gardermoen
- Røros
- Rørvik
- Røst
- Sandane Anda
- Sandefjord Torp
- Sandnessjøen Stokka
- Sogndal Haukåsen
- Stavanger Sola
- Stokmarknes Skagen
- Svolvær Helle
- Sørkjosen
- Tromsø Langnes
- Trondheim Værnes
- Vadsø
- Vardø Svartnes
- Ørsta/Volda Hovden
- Ålesund, Vigra

Spitsbergen
- Svalbard Longyear
- Svea

## O

### Oekraïne
- Charkov
- Kiev Boryspil
- Odessa

### Oostenrijk
- Wien-Schwechat
- Graz
- Innsbruck
- Klagenfurt
- Linz
- Salzburg

## P

### Portugal
- Faro
- Francisco Sá Carneiro, Porto
- Humberto Delgado, Lissabon

## R

### Roemenië
- Aurel Vlaicu International Airport, Boekarest
- Henri Coandă International Airport, Boekarest
- Traian Vuia International Airport, Timișoara

## S

### Slovenië
- Ljubljana
- Maribor

### Slowakije
- Bratislava
- Košice

### Spanje
- Almería
- Alicante-Elche
- Asturias
- Fuerteventura international airport
- Girona-Costa Brava, Girona
- Palma de Mallorca
- Reus
- San Pablo de Sevilla
- Tenerife Norte
- Tenerife Sur
- Valencia
- Valladolid

## T

### Tsjechië
- Brno-Tuřany
- Praag

### Turkije
- Adana Sakirpasa
- Ankara Esenboga
- Antalya
- Dalaman
- Ferit Melen
- Istanboel Atatürk
- Istanboel Sabiha Gökçen
- İzmir Adnan Menderes
- Kayseri Erkilet
- Milas-Bodrum
- Trabzon

Regionale vliegvelden
- Adıyaman
- Carsamba
- Denizli Çardak
- Diyarbakır
- Kastamonu
- Konya

## V

### Verenigd Koninkrijk
- Aberdeen Airport, ABZ
- Alderney Airport, Kanaaleilanden, ACI
- Barra Airport, Hebriden, BRR
- Belfast City Airport, BHD
- Belfast International Airport, BFS
- Birmingham Airport, BHX
- Blackpool Airport, BLK

- Bristol Airport, BRS
- Cambridge City Airport, CBG
- Cardiff Airport, CWL
- Dundee Airport, DND
- Durham Tees Valley Airport, MME
- East Midlands Airport, EMA
- Edinburgh Airport, EDI
- Exeter International Airport, EXT
- Glasgow Airport, GLA
- Guernsey Airport, Kanaaleilanden, GCI
- Humberside Airport, HUY
- Jersey Airport, Kanaaleilanden, JER
- Kirkwall Airport, Orkneyeilanden, KOI
- Leeds Bradford International Airport, LBA
- Liverpool John Lennon Airport, LPL
- London Biggin Hill Airport, BQH
- Londen Gatwick, LGW, Z-Londen
- Londen Heathrow, LHR, W-Londen
- Londen Stansted, STN N-O-Londen
- Londen City Airport, LCY
- London Southend Airport, SEN Z-Londen
- Londen Luton, LTN
- Isle of Man Airport, IOM
- Manchester Airport, MAN
- St. Mary's Airport, (Scilly-eilanden) ISC
- Newcastle Airport, NCL
- Newquay Cornwall Airport, NQY
- Scatsta Airport (Shetlandeilanden), SCS
- Sumburgh Airport (Shetlandeilanden), LSI
- Tingwall Airport, (Shetlandeilanden), LWK

## W

### Wit-Rusland
- Minsk

## Z

### Zweden
- Åre Östersund
- Arvidsjaur
- Ängelholm-Helsingborg
- Göteborg-Landvetter
- Göteborg City
- Hultsfred
- Jönköping
- Kalmar Öland
- Karlstad
- Kiruna
- Kristianstad Österlen
- Linköping City
- Luleå
- Malmö
- Norrköping
- Oskarshamn
- Ronneby
- Småland
- Stockholm-Arlanda
- Stockholm-Bromma
- Stockholm-Skavsta
- Stockholm-Västerås
- Umeå
- Visby

### Zwitserland
- Bazel-Mulhouse-Freiburg
- Bern-Belp
- Engadin, Sankt Moritz
- Les Eplatures
- Genève
- Lugano
- St. Gallen-Altenrhein
- Zürich

## Websites
- (en)  Airports in Europe

Afrika · Australië · Azië · Europa · Noord-Amerika · Zuid-Amerika